# Кокау Валико (Удине)
Кокау Валико је насеље у Италији у округу Удине, региону Фурланија-Јулијска крајина.
Према процени из 2011. у насељу је живело 12 становника. Насеље се налази на надморској висини од 674 м.